# Mlikë
Mlikë (serb. Млике, Mlike – wieś w Kosowie, w regionie Prizren, w gminie Dragaš. W 2011 roku liczyła 92 mieszkańców. 